# Холл, Тэлли
Тэлмон Генри Холл (англ. Talmon Henry "Tally" Hall; родился 12 мая 1985 года в Ситак, Вашингтон) — американский футболист, вратарь.

## Клубная карьера

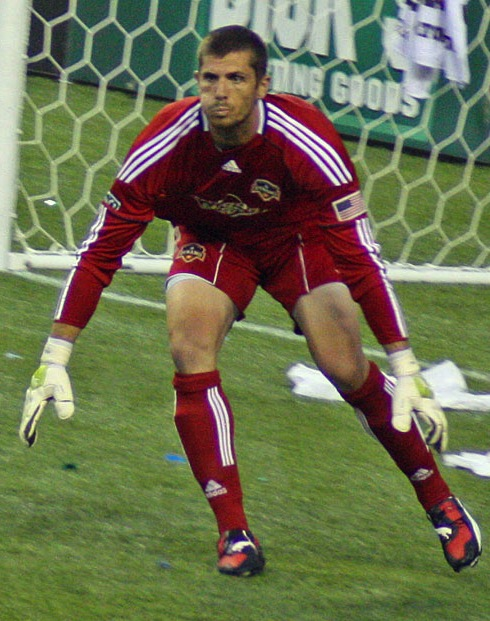
Холл в составе «Хьюстон Динамо»

В 2003 году Холл поступил в Университет штата Калифорния в Сан-Диего и во время обучения выступал за его футбольную команду «Ацтекс». В 2006 году после окончания учёбы он также играл за дублирующий состав «Колорадо Рэпидз».
На драфте 2007 года Тэлли был выбран «Лос-Анджелес Гэлакси», но решил попробовать свои силы в Европе и подписал однолетний контракт с датским клубом «Эсбьерг». В Дании он был третьим вратарём команды и так и не смог дебютировать за «Эсбьерг». В 2009 году Холл вернулся в США, где заключил соглашение с «Хьюстон Динамо». 23 мая 2010 года в матче против «Ди Си Юнайтед» Тэлли дебютировал в MLS. 22 октября 2009 года в поединке Лиги чемпионов КОНКАКАФ против сальвадорского «Исидро Метапан» Холл забил гол, став вторым вратарём в истории MLS, который смог это сделать. В 2011 и 2013 годах Тэлли принял участие в матчах всех звёзд MLS против английского «Манчестер Юнайтед» и итальянской «Ромы», соответственно.
В конце октября 2014 года стали известно, что в 2015 году Холл продолжит карьеру в «Орландо Сити».
В апреле 2016 года Холл подписал контракт с «Ди Си Юнайтед».
29 июля 2016 года Холл объявил о завершении карьеры.
По завершении карьеры Холл поступил на службу в департамент полиции Орландо.

## Международная карьера
В 2013 году Тэлли был вызван в сборную США для участия в товарищеских матчах против команд Бельгии и Германии, но на поле так и не вышел.